# Bartolomeo Lagumina
Bartolomeo Lagumina (Palermo, 4 luglio 1850 – Agrigento, 2 novembre 1931) è stato un vescovo cattolico, arabista, orientalista, numismatico e scrittore italiano.

## Biografia

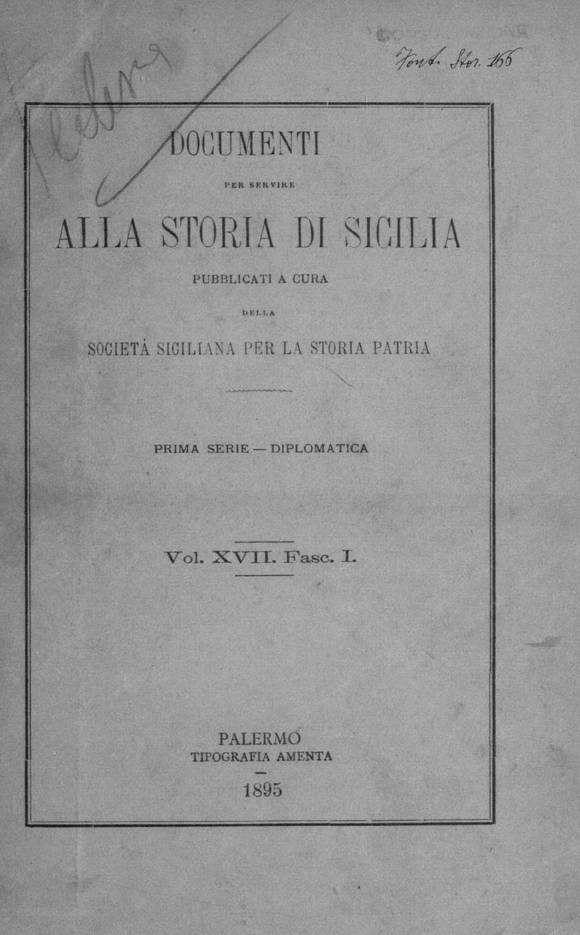
Codice diplomatico dei Giudei di Sicilia, vol. III, 1895

Studiò in seminario insieme al fratello Giuseppe, apprendendo l'ebraico. In seguito studiò la lingua araba, suscitando l'interesse dello storico e senatore del Regno d'Italia Michele Amari, e ne approfondì la conoscenza a Roma, sotto la guida di Celestino Schiaparelli e Ignazio Guidi.
Fu ordinato sacerdote il 21 dicembre 1872 a Palermo, all'età di 22 anni.
Nel 1873 ottenne prima la libera docenza e poi la cattedra di "Ebraico" presso l'università di Palermo.
Nel 1875 venne nominato ispettore del museo nazionale di Palermo. Nel 1883 divenne capo della Commissione per il restauro e la conservazione dell'antica Girgenti per conto del Ministero della Pubblica Istruzione di Agrigento e due anni dopo, nel 1885, assunse il ruolo definitivo della cattedra di "Lingua e letteratura araba" dell'Università palermitana. Durante questo periodo fu anche membro della società siciliana di storia e patria, dell'accademia di belle arti di Palermo e della società asiatica italiana.
Nel 1885 (o 1887) ricevette da papa Leone XIII la laurea honoris causa in "Teologia".  Nel 1890 fu nominato canonico della Cattedrale di Palermo dal cardinale Michelangelo Celesia.
Il 28 novembre 1898 venne designato vescovo da papa Leone XIII ed ordinato l'11 dicembre dello stesso anno dal cardinale Celesia, co-consacranti il fratello Giuseppe e il vescovo Bernardino Re. Grazie alle sue competenze nel campo dell'archeologia, diede forte impulso ai lavori per il restauro conservativo della cattedrale di San Gerlando. Nell'attività pastorale si distinse per la forte opposizione al decreto sull'abolizione delle decime ecclesiastiche, attraverso una lettera indirizzata a Paolo Beccadelli di Bologna, all'epoca principe di Camporeale.

## Genealogia episcopale
La genealogia episcopale è:
- Cardinale Scipione Rebiba
- Cardinale Giulio Antonio Santori
- Cardinale Girolamo Bernerio, O.P.
- Arcivescovo Galeazzo Sanvitale
- Cardinale Ludovico Ludovisi
- Cardinale Luigi Caetani
- Cardinale Ulderico Carpegna
- Cardinale Paluzzo Paluzzi Altieri degli Albertoni
- Papa Benedetto XIII
- Papa Benedetto XIV
- Papa Clemente XIII
- Cardinale Marcantonio Colonna
- Cardinale Giacinto Sigismondo Gerdil, B.
- Cardinale Giulio Maria della Somaglia
- Cardinale Luigi Lambruschini
- Cardinale Girolamo d'Andrea
- Cardinale Michelangelo Celesia, O.S.B.
- Vescovo Bartolomeo Maria Lagumina

## Opere
- Codice diplomatico dei giudei di Sicilia, in Documenti per servire alla storia di Sicilia, 3 voll. Palermo, 1884-1895 (in collaborazione col fratello Giuseppe Lagumina):
  -  Codice diplomatico dei Giudei di Sicilia, vol. 1.1, Palermo, Amenta, 1884.
  -  Codice diplomatico dei Giudei di Sicilia, vol. 1.2, Palermo, Amenta, 1892.
  -  Codice diplomatico dei Giudei di Sicilia, vol. 3.1, Palermo, Amenta, 1895.
- Cronaca anonima di Cambridge (testo arabo), Palermo, 1890.
- Kitāb al-nakhl, ovverosia "Il libro della palma", pubblicato col titolo "Il Libro della Palma di 'Abū Hātim as-Sigistānī - testo arabo", in: Atti della Reale Accademia dei Lincei. Rendiconti, classe di scienze fisiche e morali, s. 4, VI [1890], pp. 6–41.
- Catalogo delle monete arabe esistenti nella Biblioteca comunale di Palermo, Palermo, 1892
- "Iscrizione araba del re Ruggero scoperta nella R. Cappella palatina di Palermo", in: Atti della R. Acc. dei Lincei. Rendiconti, cl. di scienze fisiche e morali, s. 5, II [1893], pp. 231–234.
- Catalogo dei codici orientali della Biblioteca nazionale di Palermo (1ª edizione, Firenze 1888), 1898
- Iscrizione araba di Linosa, 1908